# .it

.it는 이탈리아의 인터넷 국가 코드 최상위 도메인이다. 영어 낱말 it이 존재하고 많은 낱말이 -it로 끝나기 때문에 도메인 핵 도메인 이름의 흔한 구성을 사용해 왔다.
수많은 2차 도메인 이름이 있다.
- gov.it : 공식 정부 도메인이며 이에 대한 용도가 빠르게 늘고 있다.
- edu.it : 도메인이 심사 과정에 있으며, 아직 이에 대한 제안이 공식화된 바는 없다.
- comune.<locality>.<province>.it와 comune.<locality> it 형식의 도메인은 이탈리아의 지자체를 위해 남겨진 것이다.
- provincia.<province>.it의 형식은 이탈리아의 지방을 위해 남겨진 것이다.
- regione.<region>.it의 형식은 이탈리아의 지역을 위해 남겨진 것이다.